# 가타야마 도라노스케
가타야마 도라노스케(일본어: 片山 虎之助 가타야마 도라노스케[*], 1935년 8월 2일 ~)는 일본의 정치인이다. 일본소방협회(日本消防協会) 최고 고문 (전 회장) 및 일본방화협회(日本防火協会) 회장을 맡고 있다. 참의원 의원, 우정대신, 자치대신, 총무청 장관, 총무대신을 지낸 바 있다.

## 생애

### 법학부 시절
오카야마현 가사오카시 출신으로, 1958년 도쿄 대학 법학부를 졸업하고, 자치청 (후의 자치성, 현 총무성) 에 들어갔다.
시즈오카현 총무부장, 자치대신 관방 심의관, 오카야마현 부지사 등을 지냈으며, 1988년 자치성 소방청차장을 마지막으로 자치성에서 나왔다.

### 참의원 시절

#### 1980년대
1989년 참의원 의장 기무라 무쓰오(木村睦男)의 후계자로서, 제15회 참의원 의원 통상 선거에 자유민주당 공인으로 오카야마 현 선거구에서 출마해 첫 당선되었다. 대장성 정무 차관, 자유민주당 참의원회파 국회 대책 위원장 등을 역임하고, 참의원 자민당 간부로서의 지위를 굳혔다.

#### 1990년대
1995년 제17회 참의원 의원 통상 선거로 재선하였다.

#### 2000년대
2000년 제2차 모리 내각 개조내각에서 첫 입각해 우정대신·자치대신·총무성 장관의 세 대신을 겸임하였다. 2001년 중앙 성청 개편으로 우정성, 자치성, 총무청의 통폐합에 의해 형성된 총무성의 초대 대신이 되었고, 계속해서 고이즈미 내각에서도 유임하였다. 같은 해 제19회 참의원 의원 통상 선거에서 3선에 성공하였고, 2002년 제1차 고이즈미 내각 제1차 개조내각에서도 총무대신에 유임하였다. 2003년 총무대신에서 물러나, 참의원 예산 위원장이 되었다.
이후 2004년 자유민주당 참의원 간사장, 2005년 자유민주당 오카야마현 지부 연합회 회장, 자유민주당 통신·방송 산업 고도화 소위원장, 2006년 재단법인 일본 소방 협회 회장 직 (2010년 5월에 임기 만료, 임기만료 후 최고 고문이 됨) 을 역임하였고, 2007년 제21회 참의원 의원 통상 선거에서 낙선하였다.

#### 2010년대
낙선 후 텔레비전과 라디오 등의 매스컴에 출연했으며, 계속해서 정치 활동을 하겠다는 의사를 표명하였다. 2010년 5월, 자유민주당을 나와 제22회 참의원 의원 통상 선거에 일어나라 일본 당의 후보로 입후보하였고, 비례구로 당선되면서 국정에 복귀하였다. 현재 (2010년 8월 기준) 일어나라 일본 당의 참의원 간사장으로 있다.
가타야마는 2010년 참의원 비례대표 선거에서 후보자의 연령 제한을 70세로 설정하면서 자민당을 떠났다고 밟혔지만 그 결과, 그는 지금은 사라진 타치아가레 닛폰에 합류했다. 그는 2010년 7월에 다치아가레 닛폰의 5번째 임기로 참의원에 재선되었지만 그는 또한 그 당의 참의원 사무총장이었다. 다음으로 그는 하시모토 도루와 이시하라 신타로가 공동으로 이끄는 JPR의 일원이 되었는데 그는 하원에서 당을 대표하기 시작했으며 하원 총무위원회의 일원이었다.
JRP가 해체된 이후로 그는 일본 혁신당에 입당하였지만 2015년 9월 2일, 그는 오사카 이니셔티브에 합류하였다.

## 같이 보기
- 한일의원연맹
- 이시카와 요시노부(石川嘉延) - 전 시즈오카현지사, 도라노스케의 도쿄 대학과 자치성 후배이다.